# Dagboek voor mijn vader en moeder
Dagboek voor mijn vader en moeder (Hongaars: Napló apámnak, anyámnak) is een Hongaarse dramafilm uit 1990 onder regie van Márta Mészáros.

## Verhaal
Juli ziet hoe haar vriend wordt gearresteerd tijdens de Hongaarse Opstand van 1956. Hij wordt in een anoniem graf geworpen. Als zijn ouders op zoek gaan naar zijn laatste rustplaats, worden ze mishandeld door de politie.

## Rolverdeling
| Acteur           | Personage |
| ---------------- | --------- |
| Zsusza Czinkóczi | Juli      |
| Jan Nowicki      | János     |
| Mari Töröcsik    | Vera      |
| Ildikó Bánsági   | Ildi      |
| Anna Polony      | Magda     |